# Sticks and Stones Tour
A Sticks and Stones Tour egy 2012. március 29-én indult turné, mely során Cher Lloyd brit énekesnő járja be az Egyesült Királyságot, Sticks + Stones című debütáló albumát promotálva.

## Háttér
Lloyd 2011 novemberében jelentette be a turnét, a jegyek november 25-én lettek megvásárolhatóak. 2011 decemberében a sikeres eladásokon felbuzdulva két újabb állomást jelentettek be.

## A turné állomásai
| Egyesült Királyság |                     |                           |
| 2012. március 29.  | Folkestone          | Leas Cliff Hall           |
| 2012. március 30.  | Norwich             | University of East Anglia |
| 2012. március 31.  | Leeds               | O2 Academy Leeds          |
| 2012. április 2.   | Glasgow             | O2 Academy Glasgow        |
| 2012. április 3.   | Newcastle upon Tyne | O2 Academy Newcastle      |
| 2012. április 4.   | Liverpool           | O2 Academy Liverpool      |
| 2012. április 6.   | Manchester          | Manchester Academy        |
| 2012. április 7.   | Birmingham          | HMV Institute             |
| 2012. április 8.   | London              | IndigO2 at The O2         |
| 2012. április 10.  | Bristol             | O2 Academy Bristol        |
| 2012. április 11.  | Bournemouth         | O2 Academy Bournemouth    |
| 2012. április 12.  | Nottingham          | Rock City                 |
| 2012. április 14.  | Swindon             | Oasis Leisure Centre      |
| 2012. április 15.  | London              | O2 Shepherds Bush Empire  |

Forrás: